# Karl Fall
Karl Rupert Fall (* etwa 1950) ist ein deutscher Entwicklungshelfer.

## Werdegang
Fall stammt aus Ingolstadt. Er studierte Gartenbautechnik, schloss als Gartenbauingenieur ab und arbeitet seit 1978 als Entwicklungshelfer im asiatischen Raum. Nach Stationen in Laos, Vietnam und Tonga ist er seit 2003 als Projektleiter der Welthungerhilfe in Nordkorea tätig.
Anfänglich half er mit dem Bau von Gewächshäusern, mit Schulungen für die Bauern sowie der Einführung effizienterer Anbaumethoden den chronischen Lebensmittelmangel von über 120.000 Menschen zu mindern. 2007 änderte er die Strategie und förderte in Unsan und im Süden von Pjöngjang den Aufbau optimierter Lagerstätten für Saatgut, mit dem die Ertragssituation deutlich verbessert werden konnte. Außerdem wurden am Stadtrand von Pjöngjang Gewächshäuser errichtet, wobei tagsüber auf der Nordseite Lehmwände die Sonnernwärme speichern und nachts abgeben, weil eine Heizung der Gewächshäuser aufgrund von Energiemangel anders nicht möglich ist. Die Pflanzen werden über ein Bewässerungssystem von den Ausscheidungen von Karpfen und Welsen gedüngt, aus deren Wasserbecken es sich speist. Die Fische werden mit Seidenraupen gefüttert, die mit den Blättern von Bäumen ernährt werden.

## Ehrungen
- 2008: Freundschaftsorden Nationalflagge 2. Klasse der DVR Korea
- 2011: Verdienstkreuz am Bande der Bundesrepublik Deutschland[4]